# Harhoog
Harhoog er en cirka 4500 år gammel langdysse tæt ved kysten i landsbyen Kejtum på den nordfrisiske ø Sild. Dyssen består af et gravkammer og en stenkreds. Dyssen blev udgravet i 1925, og blev i 1954 flyttet fra sin oprindelige placering på grund af lufthavnens opførelse.
70 m fra Harhoog findes gravhøjen Tipkenhoog fra bronzealderen.